# المعتصم القذافي
المعتصم بالله معمّر القذافي (وُلد في 18 كانون الأول/ديسمبر 1974 وقُتل في 20 تشرين الأول/أكتوبر 2011) كان ضابطًا بالجيش الليبي ومستشارًا للأمن القومي في ليبيا من عام 2008 حتى عام 2011؛ فضلًا عن كونه الابن الرابع للعقيد الليبي معمر القذافي وأحدِ أعضاء دائرته الداخليّة. قُبض على المعتصم بالله القذافي خلال معركة سرت قبل أن يُقتل على يدِ القوات المناهضة للقذافي في «ظروفٍ غامضة».

## النشاط السياسي

### المفاوضات مع الولايات المتحدة
التقى المعتصم القذافي في نيسان/أبريل 2009 بوزيرة الخارجية الأمريكية هيلاري كلينتون فيما وُصف بأعلى تبادلٍ دبلوماسي بين البلدين منذ استئناف العلاقات الدبلوماسية بينهما قبل عدّة سنوات. لقد حاولَ القذافي خلال الجلسة مع كلينتون نقاش عددٍ من الملفات المهمّة وذلك بعدما عُيّن مستشارًا للأمن القومي الليبي ولعل أبزر ملفٍ ناقشهُ الاثنان كان طلبَ المعتصم بالله معمّر القذافي 1.2 مليار دولار من المؤسسة الوطنية للنفط لتشكيل لواءٍ خاصٍ به.
التقى معتصم القذافي بالسيناتور الأمريكي جون ماكين وبالسيناتور الآخر جو ليبرمان في عام 2009 وأعربَ لهما عن الحاجةِ القوية للدعم العسكري في ليبيا؛ كما حذر من أن «هناك 60 مليون جزائري إلى الغرب و80 مليون مصري إلى الشرق وهناك أوروبا أمامنا بينما نحنُ نواجه إفريقيا جنوب الصحراء بمشاكلها في الجنوب»، كما أكّد أنهُ كان يشعر بالقلقِ إزّاء تحديث المعدات العسكرية الليبية وقال إنه يُمكن شراء الأسلحة من روسيا والصين لكنه ووالده فضلا شراءَ العتاد العسكري من الولايات المتحدة.

### السياسات الداخلية
عاشَ المعتصم القذافي في مصر لعدة سنوات وذلك بعد نشوبِ خلافٍ بينه وبين والده معمرّ القذافي. عاد المعتصم في وقتٍ لاحقٍ لليبيا وحصل على منصبٍ رفيع المستوى ألا وهو مستشار الأمن القومي. بحلول عام 2009؛ نُشرت قصّةٌ تحكي عن العلاقة بين المعتصم القذافي ووفاة (أو مقتل) ابن الشيخ الليبي في جريدة أويا الليبية وذلك بإذنٍ من شقيقه سيف الإسلام.

### الثورة الليبية
خلال الثورة الليبية؛ قادَ القذافي الوحدات في منطقة مرسى البريقة ولا سيما خلال معركة أجدابيا الثانية والمناوشات التي جرت في المنطقة. في تلك الفترة؛ صدرَ قرارٌ بحظرِ المعتصن من السفر كما جُمّدت أصوله بسببِ صلاته الوثيقة بالدائرة الداخلية لوالده المتورطة في عددٍ من الجرائم.
زُعم خلال الثورة أن المعتصم القذافي كان في طرابلس وبالضبطِ في باب العزيزية؛ وقِيل إنّهُ ساعدَ في قيادة ما تبقى من القوات الموالية لوالدهِ في المدينة خلال معركة تحرير طرابلس، ومع ذلك لم يعثر الثوارُ على أي دليلٍ على وجوده عندما استولوا على المجمع ولم يكن هناك دليلٌ على وجودِ أي من أبناء العقيد. قادَ المعتصم القوات الموالية لوالده في معركة سرت حيثُ حاول منع كتائب الثوار من دخول مدينة سرت – مسقط رأس معمر القذافي – لكنه فشل في ذلك.

## الحياة الشخصية
كان المعتصم بالله معمر القذافي الابن الرابع لمعمر القذافي من زوجته الثانية صفية فركاش. وفقًا لصديقته السابقة تاليتا فان زون؛ فقد كان المعتصم يُنفق الكثير من المال حيثُ دفع مثلًا آلاف الدولارات لتُغنّي كل من بيونسيه و‌ماريا كاري في حفلاته. اعترفت عارضة الأزياء الإيطاليّة فانيسا هيسلر بعلاقة جمعتها بالمعتصم وقد استمرّت أربع سنوات (2007-2011)؛ وكانت فانيسا قد دافعت عنهُ عند وفاته وحتى بعد ذلك.

### مقتله
قُبض على المعتصم بالله القذافي عندما سقطت مدينةُ سرت في قبضة الثوار في 20 تشرين الأول/أكتوبر 2011. قال قادةُ المجلس الوطني الانتقالي في جبهة سرت والمسؤولين في طرابلس أن الثوار قد نجحوا في أسرِ المعتصم حينما كان يحاولُ مغادرة المدينة في سيارة عائلية قبل أن يعيدوه صوبَ مدينة بنغازي. تُظهر الفيديوهات والصور التي التقطها الثوار في 20 تشرين الأول/أكتوبر 2011 المعتصم القذافي فاقدًا للوعي – جرّاء غاز حلف النيتو على ما يبدو – مع قميصٍ أبيضٍ ملطخٍ بالدماء. في وقتِ تصوير تلك المقاطع؛ كان المعتصم على قيد الحياة بينما كان الثوار – ومعظمهم شباب – يُحيطون به من كل جنب. يظهرُ المعتصم في فيديو آخر داخل منزلٍ ما والثوار معهُ من جديد حيثُ يطلب منهم شرب الماء معَ سيجارة.
تُظهر المقاطع اللاحقة جثة المعتصم بالله معمّر القذافي وهي محاطةٌ بعددٍ من الثوار الذين كانوا يُرددون عبارات مثل «الله أكبر» و«هذه عبرة لكل من لا يعتبر». يَظهر على جسد القذافي وبالضبطِ على مستوى رقبته وبطنه آثار جروحٍ قاتلة؛ كما أن ذراعهُ الأيمن قد خُلع تقريبًا من مكانه. غُسلت جثة المعتصم القذافي رفقة جثتي والده ووزير الدفاع أبو بكر يونس في الـ 24 من تشرين الأول/أكتوبر ثم جرى لفّ كل جثة من الجثث الثلاث في كفنٍ أبيض اللون، وتلاه رشُّ ما يبدو أنه مواد مطهرة وروائح عطرية. ظهر في مقطع فيديو بثته قناة الزاوية الليبية إقامة صلاة الجنازة على الجثث وشارك فيها عددٌ محدودٌ لا يتجاوز 10 أشخاص قبل أن يُدفن في «مكانٍ غير معلومٍ» في الصحراء الليبية.